# Pierrafortscha
Pierrafortscha is een gemeente en plaats in het Zwitserse kanton Fribourg, en maakt deel uit van het district Saane/Sarine.
Pierrafortscha telt 146 inwoners.